# Сёо (Камакура)
Сёо (яп. 正応 сё:о:) — девиз правления (нэнго) японского императора Фусими, использовавшийся с 1288 по 1293 год .

## Продолжительность
Начало и конец эры:
- 28-й день 4-й луны 11-го года Коан (по юлианскому календарю — 29 мая 1288);
- 5-й день 8-й луны 6-го года Сёо (по юлианскому календарю — 6 сентября 1293).

## Происхождение
Название нэнго было заимствовано из древнекитайского сочинения «Мао ши чжу» (кит. 毛詩注, пиньинь Máo shī zhù):「徳正応利」.

## События
даты по юлианскому календарю
- 17 апреля 1288 (15-й день 3-й луны 1-го года Сёо) — восшествие на престол императора Фусими[5];
- 1289 год (9-я луна 2-го года Сёо) — Ходзё Садатоки сверг сёгуна Принца Корэясу (яп. 惟康親王) и поставил на его место Принца Хисааки (яп. 久明親王), третьего сына бывшего императора Го-Фукакуса[6];
- 19 апреля 1290 года (9-й день 3-й луны 3-го года Сёо) — Случай Асахара (яп. 浅原事件 Асахара дзикэн) — покушение на императора Фусими. Ночью в императорский дворец прокрался самурай Асахара Тамэёри (яп. 浅原為頼) и попытался убить владыку, но потерпел неудачу и покончил жизнь самоубийством. Во время расследования происшествия в дело оказался замешан бывший император Камэяма, якобы затеявший переворот[6];
- 15 ноября 1290 года (12-й день 10-й луны 3-го года Сёо) — построен храм Тайсэки-дзи;
- 20 мая 1293 года (13-й день 4-й луны 6-го года Сёо) — в Камакуре произошло разрушительное землетрясение, вошедшее в историю под именем «Камакура дайдзисин» (яп. 鎌倉大地震).

## Сравнительная таблица
Ниже представлена таблица соответствия японского традиционного и европейского летосчисления. В скобках к номеру года японской эры указано название соответствующего года из 60-летнего цикла китайской системы гань-чжи. Японские месяцы традиционно названы лунами.
| 1-й год Сёо (Земляная Крыса)       | 1-я луна*       | 2-я луна   | 3-я луна* | 4-я луна  | 5-я луна* | 6-я луна  | 7-я луна               | 8-я луна*  | 9-я луна    | 10-я луна* | 11-я луна               | 12-я луна*    |                |
| ---------------------------------- | --------------- | ---------- | --------- | --------- | --------- | --------- | ---------------------- | ---------- | ----------- | ---------- | ----------------------- | ------------- | -------------- |
| Юлианский календарь                | 4 февраля 1288  | 4 марта    | 3 апреля  | 2 мая     | 1 июня    | 30 июня   | 30 июля                | 29 августа | 27 сентября | 27 октября | 25 ноября               | 25 декабря    |                |
| 2-й год Сёо (Земляной Бык)         | 1-я луна        | 2-я луна*  | 3-я луна  | 4-я луна* | 5-я луна  | 6-я луна* | 7-я луна               | 8-я луна*  | 9-я луна    | 10-я луна  | 10-я луна* (високосная) | 11-я луна     | 12-я луна*     |
| Юлианский календарь                | 23 января 1289  | 22 февраля | 23 марта  | 22 апреля | 21 мая    | 20 июня   | 19 июля                | 18 августа | 16 сентября | 16 октября | 15 ноября               | 14 декабря    | 13 января 1290 |
| 3-й год Сёо (Металлический Тигр)   | 1-я луна        | 2-я луна*  | 3-я луна  | 4-я луна* | 5-я луна* | 6-я луна  | 7-я луна*              | 8-я луна   | 9-я луна    | 10-я луна  | 11-я луна*              | 12-я луна     |                |
| Юлианский календарь                | 11 февраля 1290 | 13 марта   | 11 апреля | 11 мая    | 9 июня    | 8 июля    | 7 августа              | 5 сентября | 5 октября   | 4 ноября   | 4 декабря               | 2 января 1291 |                |
| 4-й год Сёо (Металлический Кролик) | 1-я луна        | 2-я луна*  | 3-я луна* | 4-я луна* | 5-я луна  | 6-я луна* | 7-я луна               | 8-я луна*  | 9-я луна    | 10-я луна  | 11-я луна               | 12-я луна*    |                |
| Юлианский календарь                | 1 февраля 1291  | 3 марта    | 1 апреля  | 30 апреля | 29 мая    | 28 июня   | 27 июля                | 26 августа | 24 сентября | 24 октября | 23 ноября               | 23 декабря    |                |
| 5-й год Сёо (Водяной Дракон)       | 1-я луна        | 2-я луна*  | 3-я луна  | 4-я луна* | 5-я луна* | 6-я луна  | 6-я луна* (високосная) | 7-я луна   | 8-я луна*   | 9-я луна   | 10-я луна*              | 11-я луна     | 12-я луна      |
| Юлианский календарь                | 21 января 1292  | 20 февраля | 20 марта  | 19 апреля | 18 мая    | 16 июня   | 16 июля                | 14 августа | 13 сентября | 12 октября | 11 ноября               | 10 декабря    | 9 января 1293  |
| 6-й год Сёо (Водяная Змея)         | 1-я луна        | 2-я луна*  | 3-я луна  | 4-я луна* | 5-я луна  | 6-я луна* | 7-я луна*              | 8-я луна*  | 9-я луна    | 10-я луна  | 11-я луна*              | 12-я луна     |                |
| Юлианский календарь                | 8 февраля 1293  | 10 марта   | 8 апреля  | 8 мая     | 6 июня    | 6 июля    | 4 августа              | 2 сентября | 1 октября   | 31 октября | 30 ноября               | 29 декабря    |                |

* звёздочкой отмечены короткие месяцы (луны) продолжительностью 29 дней. Остальные месяцы длятся 30 дней.